# 米利温杜什
米利温杜什是葡萄牙波尔图区的一个堂区。总面积4.48平方公里，总人口1657人，人口密度369.9人/平方公里。